# Агапеев, Пётр Еремеевич
Пётр Ереме́евич Агапе́ев (9 [21] июля 1839 — 1921) — генерал от инфантерии русской армии, литератор, участник Подавление польского восстания (1863—1864) и Русско-турецкой войны (1877—1878).

## Биография
Окончил Константиновский кадетский корпус в 1858 году, выпущен поручиком в Астраханский гренадерский полк. В 1861 году переведён в Лейб-гвардии Волынский полк, в котором прослужил 23 года и участвовал в военных действиях.
В 1870 и 1872 годах в чине капитана был командирован в Берлин и Вену для изучения устройства военных пекарен. В 1872 году по Высочайшему повелению устроил в Варшаве первую в Российской империи усовершенствованную военную пекарню с печами системы Викгорста, которой стал заведовать, снабжая хлебом Волынский полк. Эта пекарня послужила образцов для усовершенствования военных пекарен в других подразделениях.
В 1884 году в чине полковника назначен командиром 30-го пехотного Полтавского полка.
В 1891 году произведён в генерал-майоры и назначен командиром 2-й бригады 7-й пехотной дивизии. Был председателем двух казарменных строительных комиссий — сначала в Гарволине, на строительстве казармы для 37-го драгунского Орденского полка, затем — в посаде Красник, для 70-го пехотного Ряжского полка.

## Награды
- орден Св. Станислава 3-й степени (1864)
- орден Св. Анны 3-й степени (1868)
- орден Св. Станислава 2-й степени (1872)
- орден Св. Анны 2-й степени (1876)
- орден Св. Владимира 4-й степени с мечами и бантом (1878) за взятие Волынской горы
- золотое оружие «За храбрость» (1878) — за участие во взятии Плевны.
- подарок по чину (1881)
- орден Св. Владимира 3-й степени (1885)
- орден Св. Станислава 1-й степени (1894)
- орден Св. Анны 1-й степени (1898)
- знак отличия «За безупречную службу» [40 лет] (1900)
- Высочайшее благоволение